# Вілен (Тургау)
Вілен (нім. Wilen TG) — громада  в Швейцарії в кантоні Тургау, округ Мюнхвілен.

## Географія
Громада розташована на відстані близько 135 км на північний схід від Берна, 16 км на південний схід від Фрауенфельда.
Вілен має площу 2,3 км², з яких на 23,6% дозволяється будівництво (житлове та будівництво доріг), 52,4% використовуються в сільськогосподарських цілях, 19,6% зайнято лісами, 4,4% не є продуктивними (річки, льодовики або гори).

## Демографія
2019 року в громаді мешкало 2521 особа (+20,9% порівняно з 2010 роком), іноземців було 13%. Густота населення становила 1120 осіб/км².
За віковим діапазоном населення розподілялося таким чином: 24,9% — особи молодші 20 років, 60% — особи у віці 20—64 років, 15,1% — особи у віці 65 років та старші. Було 991 помешкань (у середньому 2,5 особи в помешканні).
Із загальної кількості 581 працюючого 8 було зайнятих в первинному секторі, 140 — в обробній промисловості, 433 — в галузі послуг.